# Demetrio Castillo Duany
Demetrio Castillo Duany (Santiago de Cuba, 17 de noviembre de 1856-La Habana, 27 de noviembre de 1922) fue un militar y político cubano, general de brigada del Ejército Mambí.

## Orígenes y primeros años
Nació en la ciudad de Santiago de Cuba el 17 de noviembre de 1856, en una familia rica. Enviado a estudiar al extranjero. Cursó sus estudios en el Liceo de Burdeos, en Francia. Posteriormente, viajó a los Estados Unidos.
Por aquellos años, en Cuba estaba ocurriendo la Guerra de los Diez Años (1868-1878), primera guerra por la independencia de Cuba. Demetrio regresó a su país de origen, en 1877, hacia finales de dicha guerra.
Algún tiempo después, ya terminada la guerra, el joven Demetrio se involucró en los preparativos para dar inicio a la que sería la Guerra Chiquita (1879-1880), segunda guerra por la independencia de Cuba. Esta guerra también fracasó para los cubanos.

## Guerra Necesaria
El 24 de febrero de 1895, estalló la Guerra Necesaria (1895-1898), tercera guerra por la independencia de Cuba. Organizada por José Martí, a la cabeza del Partido Revolucionario Cubano.
Una vez iniciada la guerra, Demetrio se unió a las fuerzas del Mayor general Antonio Maceo y se convierte en su ayudante. Posteriormente, bajo las órdenes del Mayor general Calixto García, alcanzó los grados de Coronel.
Tiempo después, pasa a combatir bajo las órdenes del Mayor general José Maceo. Éste lo asciende a General de Brigada (Brigadier), pocos días antes de morir en la Batalla de Loma del Gato, ocurrida el 5 de julio de 1896.
A mediados de 1898, los Estados Unidos intervienen militarmente en la guerra entre Cuba y España, supuestamente a favor de Cuba. Demetrio estuvo de acuerdo con dicha intervención y fue designado interlocutor entre el Mayor general cubano Calixto García y los generales estadounidenses.
Al concluir las acciones armadas, el brigadier Demetrio Castillo fue el único oficial cubano del Ejército Mambí al que las tropas estadounidenses dejaron entrar en la ciudad de Santiago de Cuba, ocupada por éstos.

## Últimos años y muerte
Una vez establecida la República, Demetrio fue senador por la provincia de Oriente y gobernador de dicha provincia. Como miembro activo del Partido Liberal de Cuba, estuvo preso durante la Guerrita de Agosto (1906) y participó en el bando liberal durante la Guerrita de la Chambelona (1917).
Tras esta última guerra civil, se retiró de la vida política. Falleció por causas naturales, el 27 de noviembre de 1922, a los sesenta y seis años de edad.